# Балу (река)
Балу (бенг. বালু নদী) — река в Бангладеш, правый приток реки Шиталакшья. Протекает по северо-центральной части Бангладеш  по территории округов Газипур, Дакка и Нараянгандж. Река извилистая, её длина 44 километра, средняя ширина 79 метров. В списке рек Бангладешского совета по развитию водных ресурсов числится под номером 46.
Река Балу течет по правобережной пойме реки Шиталакшья, через обширное Белайское болото, северо-восточнее столицы Бангладеш, города Дакки. Река Балу впадает в реку Шиталакшья в столичном районе Демра. Через староречье Танга река Балу периодически соединяется с рекой Тураг в подокруге Капасия. Во время муссонов река Балу выполняет роль протоки на правой пойме реки Шиталакшья и несёт воды реки Шиталакшья и реки Тураг.
Река Балу судоходна в сезон дождей. На реке осуществляются дноуглубительные работы при спонсорстве правительства Бангладеш. Несмотря на это, река Балу превращается в мёртвую реку. Это связано с тем, что основной сток по реке происходит во время муссонов, когда по реке Балу происходит сток реки Шиталакшья. В течение 6-7 месяцев отсутствия дождей в реке Балу происходит пересыхание водотока.
Воды реки Балу используются для орошения.